# Luis Cembranos
Luis Cembranos Martínez (ur. 6 czerwca 1972 w Lucernie) – hiszpański trener i piłkarz grający na pozycji pomocnika. W swojej karierze 1 raz wystąpił w reprezentacji Hiszpanii.

## Kariera klubowa
Luis Cembranos urodził się w Szwajcarii w rodzinie pochodzenia hiszpańskiego. Następnie przeniósł się z rodzicami do Katalonii. Karierę piłkarską rozpoczął w klubie UE Figueres. W latach 1992–1993 grał z nim w Segunda División. W 1993 roku trafił do Barcelony, jednak przez półtora roku grał głównie w rezerwach tego klubu. W pierwszym zespole Barcelony zadebiutował 9 września 1994 w wygranym 2:1 domowym spotkaniu z Racingiem Santander.
Na początku 1995 roku Luis Cembranos przeszedł z Barcelony do Espanyolu Barcelona. W Espanyolu zadebiutował 7 stycznia 1995 roku w wygranym 2:0 domowym spotkaniu z Atlético Madryt. W Espanyolu grał bez sukcesów do zakończenia sezonu 1997/1998.
W 1998 roku Luis Cembranos został zawodnikiem drugoligowego Rayo Vallecano z Madrytu. W 1999 roku awansował z nim z Segunda División do Primera División. W 2000 roku awansował z Rayo do ćwierćfinału Pucharu UEFA. W 2003 roku spadł z Rayo do drugiej ligi, a w 2004 roku zakończył karierę.
| Sezon   | Klub           | Kraj      | Rozgrywki        | Mecze | Bramki |
| ------- | -------------- | --------- | ---------------- | ----- | ------ |
| 1992/93 | UE Figueres    | Hiszpania | Segunda División | 10    | 6      |
| 1993/94 | FC Barcelona B | Hiszpania | Segunda División | 28    | 3      |
| 1994/95 | FC Barcelona   | Hiszpania | Primera División | 3     | 0      |
| 1994/95 | FC Barcelona B | Hiszpania | Segunda División | 11    | 7      |
| 1994/95 | RCD Espanyol   | Hiszpania | Primera División | 12    | 0      |
| 1995/96 | RCD Espanyol   | Hiszpania | Primera División | 11    | 0      |
| 1996/97 | RCD Espanyol   | Hiszpania | Primera División | 24    | 3      |
| 1997/98 | RCD Espanyol   | Hiszpania | Primera División | 23    | 2      |
| 1998/99 | Rayo Vallecano | Hiszpania | Segunda División | 21    | 6      |
| 1999/00 | Rayo Vallecano | Hiszpania | Primera División | 35    | 4      |
| 2000/01 | Rayo Vallecano | Hiszpania | Primera División | 22    | 9      |
| 2001/02 | Rayo Vallecano | Hiszpania | Primera División | 7     | 1      |
| 2002/03 | Rayo Vallecano | Hiszpania | Primera División | 18    | 3      |
| 2003/04 | Rayo Vallecano | Hiszpania | Segunda División | 21    | 1      |

## Kariera reprezentacyjna
W reprezentacji Hiszpanii Luis Cembranos zadebiutował 26 stycznia 2000 roku w wygranym 3:0 towarzyskim spotkaniu z Polską. Był to jego jedyny mecz w kadrze narodowej.